# بیچ گروو، شهرستان مک‌لین، کنتاکی
بیچ گروو (به انگلیسی: Beech Grove) یک منطقهٔ مسکونی در ایالات متحده آمریکا است که در کنتاکی واقع شده است. بیچ گروو ۲۴۳ نفر جمعیت دارد و ۱۲۴٫۹۷ متر بالاتر از سطح دریا قرار دارد.